# Косик, Виктор Иванович
Ви́ктор Ива́нович Ко́сик (24 ноября 1944, Москва) — советский и российский историк-балканист. Доктор исторических наук (1994). Ведущий научный сотрудник Института славяноведения РАН. Член редколлегии академического журнала «Славяноведение». Автор более 200 публикаций по истории Балкан, славяноведению, истории Русской Православной Церкви, истории театра, русскому зарубежью. Участник и организатор международных научных форумов по балканистике и славяноведению, проходивших в Белграде, Брюсселе, Варне, Загребе, Москве, Софии и др.

## Биография
Окончил школу рабочей молодёжи. С 1961 по 1963 и с 1966 по 1969 года работал фрезеровщиком на заводе. С 1969 по 1972 года работал секретарём Военного трибунала.
С 1972 по 1974 год работал сотрудником Музея искусств народов Востока.
В 1974 году досрочно окончил исторический факультет МГУ.
С 1974 по 1977 год — консультант Иностранного отдела МГУ. С 1977 по 1979 год — лектор Дома советской культуры в Белграде.
С 1979 года работает в Институте славяноведения АН СССР (РАН). В 1983 году защитил там диссертацию «Отношения Болгарского княжества с Османской империей, Сербией и Румынией, 1879—1885 гг.» на соискание учёной степени кандидата исторических наук. В 1994 году защитил диссертацию «Политика России и Болгарии, 1879—1894 гг.» на соискание учёной степени доктора исторических наук.
Супруга — кандидат филологических наук О. В. Косик (Мудрова; род. 1948).

## Научная деятельность
Научная деятельность посвящена балканским странам, в первую очередь, Болгарии, Сербии и Хорватии.
В советский период занимался изучением проблем политической истории Болгарии и международных отношений на Балканах в 1870—1880-е годы, в особенности вопросы болгаро-российских политических контактов и связей. Параллельно с изучал освободительное движение народов Боснии и Герцеговины, политику России на Балканах в конце XIX — начале XX вв.
В начале 1990-х годов занялся изучением творчества русского мыслителя К. Н. Леонтьева, а затем историей российской эмиграции в Болгарии и Югославии, в частности, положением русской церкви и отношения эмигрантов к нацизму. С конца 1990-х годов изучает новейшую историю Сербии и стран бывшею Югославии, международные отношений на Балканах, русское эмигрантское театральное искусство на Балканах.
В 21 веке, помимо прочего, занялся исследованием религиозных и конфессиональных вопросов на территории югославского региона. Во многом этому посвящена работа "Хорватская православная церковь", в которой описано множество межконфессиональных и межэтнических  противоречий на территории НГХ (Независимое Государство Хорватия) в период Второй мировой войны, в том числе касающихся геноцида сербов и евреев.

## Публикации
- Освободительная борьба народов Боснии и Герцеговины и Россия : Документы / АН СССР, Ин-т славяноведения и балканистики и др.; [Сост. Д. Ф. Поплыко, В. М. Хевролина, В. И. Косик и др.]. — М. : Наука, 1985. — 495 с.
- Освободительная борьба народов Боснии и Герцеговины и Россия 1865—1875. Документы/ АН СССР. Ин-т славяноведения и балканистики АН СССР, Ист. -дипломат. упр. МИД СССР, Акад. наук и искусств Боснии и Герцеговины СФРЮ; Сост.: сов. сторона: В. Косик и др.; югосл. сторона: Б. Маджар и др.; Отв. Ред. Ю. А. Писарев, М. Экмечич — М.: Наука. — 437 с.
- Русская политика в Болгарии, 1879—1886. — М. : Ин-т славяноведения и балканистики АН СССР, 1991. — 179 с.
- Время разрыва. Политика России в болгарском вопросе 1886—1894. — М.: Институт славяноведения и балканистики РАН, 1993. — 98 с. — ISBN 5-201-00764-3
- Константин Леонтьев: размышления на славянскую тему. — М. : Зерцало, 1997. — 235 с. — ISBN 5-88746-023-7
- Русская церковь в Югославии : (20-40-е гг. XX в.). — М. : Православный Свято-Тихоновский богословский институт, 2000. — 287 с. — ISBN 5-7429-0097-X
- Что мне до вас, мостовые Белграда? Очерки о русской эмиграции в Белграде 1920—1950-е годы. Часть I. — М., 2007. — 285 с.
- Что мне до вас, мостовые Белграда? Русская диаспора в Белграде. 1920—1950-е годы: Эссе. — М.: ИСл Ран, 2007. — 208 с.
- Софии русский уголок : очерки со стихами о русских, покинувших Россию после октябрьской революции 1917 года и последовавшей за ней гражданской войной. — Москва : Пробел-2000, 2008. — 234 с. — ISBN 978-5-98604-127-8
- Русское церковное зарубежье: XX век в биографиях духовенства от Америки до Японии : материалы к словарю-справочнику. — Москва : Православный Свято-Тихоновский гуманитарный ун-т, 2008. — 400 с. — ISBN 978-5-7429-0385-7
- Русские краски на балканской палитре: художественное творчество русских на Балканах (конец XIX-начало XX века). — Москва : Институт славяноведения, 2010. — 459 с. — ISBN 978-5-7576-0213-4
- Хорватская Православная Церковь (от организации до ликвидации) (1942—1945): Взгляд из XXI века. — М.: Институт славяноведения РАН, 2012. — 190 с.
- «Молодая Россия». Вариации на тему национализма в маршах эпохи. — Москва : Пробел-2000, 2013. — 202 с. — ISBN 978-5-98604-366-1
- Балканы: «Порвалась цепь великая…» (середина XIX — начало XXI вв.). — Москва : Ин-т славяноведения РАН, 2014. — 272 с. — ISBN 978-5-7576-0315-5
- Заминированная культура. — Москва : Пробел-2000, 2017. — 217 с. — ISBN 978-5-98604-592-4 — 100 экз.
- Verminte Kultur. — Weimar (Lahn), 2018. — 255 S.
- Русские в Банялуке и окрестностях в XX веке. Словарь-справочник. М.: Институт славяноведения РАН, 2018. — 136 с. (в соавторстве с З. Мачкич)

- Создание Министерства иностранных дел Болгарии и установление княжеством дипломатических контактов с Турцией, Сербией и Румынией // Bulgarian Historical Review, София, Болгария, 1982. — № 3. — С. 17—32
- Деятельность рагузского консула К. Д. Петковича во время восстаний южной и юговосточной Герцеговины конца 50-х начала 60-х гг. XIX в. // Problemi istorije Bosne I Hercegovine 1850—1875. — Sarajevo. СФРЮ, 1987
- Восстановление русско-болгарских официальных отношений в освещении русской печати 1894—1896 гг. // Балканские исследования. — 1987. — Вып. 10. — С. 85-89
- Ещё раз о перевороте 1881 г. в Болгарском Княжестве // Исторически преглед, София, Болгария, 1988. — № 7.
- Русская дипломатия и генералы в Болгарском княжестве 1881—1883 гг. // Советское славяноведение, 1990. — № 6. — С. 18-23;
- К. Н. Леонтьев «Грамотность и народность» // Советская Педагогика, 1990. — № 3. — С. 101—117. (в соавторстве с О. В. Мудровой);
- К вопросу о борьбе с «освободителями» // Болгаристика в системе общественных наук: опыт, уроки, перспективы. Тезисы докладов и сообщений. Харьков, 1991. — С. 84.
- Австрийская политика в Боснии и Герцеговине 1850—1875 гг. (По материалам советско-югославских публикаций документов) // Балканские исследования. — 1991 Вып.13.
- Судьба России и славянства в трудах К. Н. Леонтьева // Материалы всесоюзной научной конференции «Нация и национальный вопрос в странах Центральной и Юго-Восточной Европы во второй половине XIX начала XX в». — М. — 1991. — С. 142—153
- Константин Николаевич Леонтьев: реакционер, пророк? // Советское славяноведение, 1991. — № 3. — С 3-11;
  - Константин Николаевич Леонтьев: революционер, пророк? // Восток, Россия и Славянство: Философская и политическая публицистика. Духовная проза (1872—1891). — М. : Республика, 1996. — 799 с. — С. 5-12
- Проблемы славянства в Албании на страницах русской прессы в конце XIX начале XX в. // Становништво словенског пориjекла у Албаниjи. Титоград, СФРЮ, 1991.
- Из истории начала российской эмиграции // Славяноведение. — 1992. — № 4. — С. 3-6;
- Русская Церковь в Югославии (1921—1939) // Ежегодная богословская конференция Православного Свято-Тихоновского Богословского Института: Материалы 1992—1996 г / гл. ред. В. Н. Воробьев, прот. — М. : Изд-во ПСТБИ, 1996. — С. 404—413
- Тревоги и заботы национальной школы // Педагогика. 1997. — № 1. — С. 64-68
- К. Н. Леонтьев: болгарская тема — pro et contra // Славянский альманах: 1997. — М. : Индрик, 1998. — 344 с Славянский альманах: 1997. — М. : Индрик, 1998. — 344 с. — С. 120—139
- Вдали от Родины // Педагогика. 1997. — № 6. — С. 119—120
- Политика и Православие (из истории русско-болгарских отношений) // Ежегодная богословская конференция Православного Свято-Тихоновского Богословского Института: Материалы 1998 г. / гл. ред. В. Н. Воробьев, прот. — М. : Изд-во ПСТБИ, 1998. — 369 с. — С. 142—158
- Украинский вопрос и проблема «балканизации» России в среде русских эмигрантов в 1930-е годы в связи с выходом в свет сборника документов «Чему свидетели мы были…» // Славяноведение. — 1999. — № 4. — С. 54-70;
- Забытая страница (из послевоенной истории Русской Церкви в Югославии) // Славяноведение. — 1999. — № 5. — С. 101—105;
- Молодая Россия в эмиграции // Славяноведение. — 2000. — № 4. — С. 3-15
- Организация Александра Казем Бека // Ежегодная богословская конференция Православного Свято-Тихоновского Богословского Института: Материалы 2000 г. / Гл. ред. В. Н. Воробьев, прот. — М. : Изд-во ПСТБИ, 2000. — 548 с. — С. 209—219
- Свобода и «живая вода» русской души // Педагогика. 2001. — № 1. — С. 98—102
- К истории русской религиозной живописи на Балканах // Ежегодная богословская конференция Православного Свято-Тихоновского Богословского Института: Материалы 2001 г. / гл. ред. В. Н. Воробьев, прот. — М. : Изд-во ПСТБИ, 2001. — 452 с. — С. 149—156
- Идея славянского объединения и возрождение России. Шифр «Амур». 1919 год // Славяноведение, 2002. — № 1. — С. 93-100;
- Молодая Россия: к вопросу о рус. фашизме // Славяноведение. — 2002. — № 4. — С. 21-31.
- Опыт истории страны, которой не было (Сербия в 1918—1941 гг.) // Славяноведение. — 2002. — № 5. — С. 22-35.
- Русская Сербия // Ежегодная богословская конференция Православного Свято-Тихоновского Богословского Института: Материалы 2002 г. / гл. ред. В. Н. Воробьев, прот. — М. : Изд-во ПСТБИ, 2002. — 439 с. — С. 81-94
- Из «семейной хроники славянства» // В «пороховом погребе». Европы. 1878—1914 / отв. ред. В. Н. Виноградов. — М.: Индрик, 2003. — С. 191—215.
- Русская молодежь в эмиграции // Славяноведение. — 2003. — № 4. — С. 47-53
- А. А. Заварин Страницы из воспоминаний // Славяноведение. — 2003. — № 4. — С. 74-82;
- Русская церковь в Болгарии (1940—1950-е годы.) // Славяноведение. — 2003. — № 6. — С. 85-93;
- Положение Русской Православной Церкви в Югославии в 1940—1950-х гг. // Ежегодная богословская конференция Православного Свято-Тихоновского Богословского Института [Текст] : Материалы 2003 г. / гл. ред. В. Н. Воробьев, прот. — М. : Изд-во ПСТБИ, 2003. — 514 с. — С. 305—311
- К проблеме исторической памяти: [К вопр. возрождения традиций рос. нац. образования : Диалог д-ра ист. наук В. И. Косика и ред. журн. Педагогика Р. С. Бозиева] / В. И. Косик, С. Бозиев, Е. В. Кондратенко // Педагогика. — 2004. — № 4. — С. 87—94.
- Лица без национальности: мусульмане в Боснии и Герцеговине. 1919—1944 годы // Славяноведение. — 2004. — № 5. — С. 49—65.
- Късмет Космета. О судьбе Косова и Метохии // Славяноведение. — 2005. — № 5. — С. 54—66.
- Некоторые сведения о церковном строительстве в Болгарии и судьбах русского зарубежного духовенства (1940—1950-е гг.) // Ежегодная богословская конференция Православного Свято-Тихоновского Богословского Института: Материалы 2004 г. — М. : ПСТГУ, 2005. — 691 с. — С. 302—310
- Размышления о судьбах Болгарии, Стефана Стамболова, государственности // Человек на Балканах. Государство и его институты: гримасы политической модернизации (последняя четверть ХIХ — начало ХХ вв.). — Санкт-Петербург: Алетейя, 2006. — С. 117—124.
- Русская молодежь в эмиграции: [об орг. образования за рубежом в 20 — 30-е гг.] // Педагогика. — 2006. — № 3. — С. 62 — 69.
- Без отечества: быт(ие) русских в югославской провинции (от времени короля Александра до власти маршала Тито) // Славяноведение. — 2006. — № 4. — С. 32-43;
- Архиепископ Пражский Сергий (Королев) и П. Н. Савицкий: два портрета // Российские ученые-гуманитарии в межвоенной Чехословакии. Сборник статей / Отв. ред. М. Ю. Досталь. — М., 2008. — С. 232—241. (в соавторстве с О. В. Косик)
- Русский военный в Белграде и в провинции // В поисках лучшей доли. Российская эмиграция в странах Центральной и Юго-восточной Европы: вторая половина XIX — первая половина XX в. — М., 2009
- Русская культура в Словении (русские имена в театре) // Славяноведение. — 2009. — № 1. — С. 52-62;
- «Что болгарская столица — это русский уголок» // Родина. — 2009. — № 4. — С. 30-34;
- Из истории русской эмиграции на Балканах. «Хороша страна Болгария, а Россия лучше всех!» // Россия — Болгария: векторы взаимопонимания. XVIII—XXI вв. — М., 2010;
- «Там Плевен, Шипка и Балканы в нас не померкнут никогда» // Родина. — 2009. — № 6. — С. 63-67
- Русские в Сербии: Мир в Церкви и Церковь в мире // Макарьевские чтения. Материалы седьмой международной конференции (21-23 ноября 2008 г.), Горно-Алтайск, 2009.
- О феноменах русофильства и русофобства в Болгарии // Славянский мир в третьем тысячелетии. Россия и славянские народы во времени и пространстве. — М., 2009.
- Освобождение, освобождение, освобождение…// Международная конференция "Болгария и Россия между признательностью и прагматизмом. Доклады. София, 2008, София, 2009.
- Русские художницы в Югославии // Синергетика образования. — 2009 — № 1(4);
- Русские на театральных сценах Балкан (1920—1940-е годы) // Сб. в честь Р. П. Гришиной, Studia balkanica. — М., 2010.
- Заметки о выступлениях русских актеров и актрис в Югославии // В интерьере Балкан. Юбилейный сборник в честь Ирины Степановны Достян. — М.: Пробел, 2010. — С. 454—470
- Русская церковная живопись на Балканах // Макарьевские чтения. Материалы восьмой международной конференции (21-23 ноября 2009). — Горно-Алтайск: ГАГУ 2010. — С. 275—286;
- Заметки о выступлениях русских актеров и актрис в Югославии // В «интерьере» Балкан: Юбилейный сборник в честь Ирины Степановны Достян. М., 2010.
- Фердинанд I, царь болгарский // Sine ira et studio. Изследвания в памет на проф. Зина Маркова. София, 2010.
- Культура русского зарубежья на Балканах 1920—1940 годы // Русия, Европа и светът. Сборник от материали от международна научна конференция. София, 28-29 септември 2009 г. — София. 2012.
- Участие в переводе вышедшей на русском языке книги сербского автора Владимира Лабата Ровнева «На духовном пути Познай неизведанное», Пенза.
- Чёрная Гора (1918—1941) // Славяноведение. 2012. — № 5.
- «Крыло бабочки» // Модернизация vs. Война. Человек на Балканах накануне и во время Балканских войн (1912—1913). Москва, 2012. — С. 59-62
- Лидия Мансветова — из жизни на балканских сценах // Славянский альманах. — М., 2012.
- Русский театр в Болгарии или немного о многом // След пожара в Русия. Руската емигрантска литература и изкуство в европейски контекст. Научно и културно наследство на руската диаспора в България (1920—1940). — Велико Тырново, «Ивис», 2012.
- Александр и Александра (из послужного списка русских мастеров сцены в Королевстве сербов, хорватов и словенцев, позднее Королевства Югославия) // В. А. Тесемников: исследования и материалы, посвященные 75-летию со дня рождения В. А. Тесемникова (Серия «Историки-слависты МГУ». Кн. 9). — М.: Издательство МГУ, 2013. — С. 126—132
- Русские в Хорватской Православной Церкви (1942—1944) // Сб. докладов. «Русское зарубежье и Вторая мировая война IV Культурологические чтения Русская эмиграция XX век» (Москва, 28-29 марта 2011 года), Дом-музей Марины Цветаевой, М., 2013.
- Русское духовенство в Югославии между двумя мировыми войнами // Свет Валаама. IV Валаамские образовательные чтения, посвященные году Российской истории, 2012. Материалы конференции, Остров Валаам, 2013.
- Пространство памяти в архитектуре (Из истории русского зодчества на Балканах) // Zbornik Prostori pamčenja. Beograd, 2013.
- Константинополь в текстах русских панславистов // Славянский мир Геннадия Матвеева, М., 2013.
- «Страна табака, алых маков и революционеров» (Вардарская Македония между двумя мировыми войнами) // София, Bulgarian Historical Rewue, 2013. — № 1-2.
  - Вардарская Македония между двумя мировыми войнами // Славяноведение. 2013. — № 1. — С. 11-23
- Немного о русских мастерах сцены в Белграде и Софии // Српске студиjе. № 4. — Београд, 2013.
- Футурология прошлого (к вопросу об исторической памяти и исторической политике) // Bulgarian Historical Review. 2013. Т. 42. — № 3-4. — С. 158—165
- Н. В. Гоголь и славянские литературы // Славяноведение. 2013. — № 6. — С. 74-77
- Болгарская книга о русской литературе // Славянский альманах. 2014. — № 1-2. — С. 352—355
- Белоэмигранты в Болгарии. Воспоминания // Славяноведение. 2014. — № 4. — С. 108—110
- Сага за балканската война. Дневник на свещеник иван дочев // Славяноведение. 2014. — № 1. — С. 123—124
- Лямур, тужур, оревуар — историко-личные заметки на полях истории // Россия и русский человек в восприятии славянских народов. Сер. «Slavica et Rossica» Москва, 2014. — С. 555—559
- Константинополь — русская дорога // Балканы в европейских политических проектах ХIХ-ХХI вв. Институт славяноведения РАН. Москва, 2014. — С. 517—528
- Качаки и Косово: немного «плохой истории» // Независимость Албании в общебалканском контексте. К 100-летию образования Албанского государства. Москва, 2014. — С. 235—256
- Воспоминания Симо Милутиновича о путешествии в середине XIX века в Россию и современная пьеса Углеши Шайтинаца «Право на руса» // Россия и русский человек в восприятии славянских народов. Сер. «Slavica et Rossica». — Москва, 2014. — С. 227—231
- Балканы: от Николая I до Николая II // Императорский Дом Романовых и Балканы. Институт славноведения РАН. Москва, 2014. — С. 136—149.
- Болгария и памятник Стефану Стамболову // Дриновський збірник: Дриновски сборник. Харків — Софія: Вид-во Болгарської академії наук імені проф. Марина Дринова, 2015. — Т. 8. — С. 252—257.
- Константинополь — русская дорога // Славяноведение. 2015. — № 1. — С. 22-31
- Русская культура в Хорватии, 1920—1930-е годы // Вестник Санкт-Петербургского государственного университета культуры и искусств. 2015. — № 1 (22). — С. 9-16
- В Софии всё неспокойно // Родина. 2015. — № 2. — С. 61-64
- Рождённые в Санкт-Петербурге: русские художники в Югославии // Вестник Санкт-Петербургского государственного университета культуры и искусств. 2015. — № 3 (24). — С. 86-92
- Из Сербии с любовью: Алексей Борисович Арсеньев // Славянский альманах. 2015. — № 3-4. — С. 449—457
- Государство и церковь в СССР и странах восточной европы в период политических кризисов второй половины XX века // Славяноведение. 2015. — № 4. — С. 104—105
- «Терорът» на мнемозина // Историческое будущее. 2016. — № 1-2. — С. 226—238
- Балканы: память и памятники в процессе «печатания» новой культуры национализма // Вестник Санкт-Петербургского государственного университета культуры и искусств. 2016. — № 2 (27). — С. 33-40
- Немного из истории русофильства и русофобства в болгарии // Вестник Православного Свято-Тихоновского гуманитарного университета. Серия 2: История. История Русской Православной Церкви. 2016. — № 2 (69). — С. 22-30
- Актёр, сцена, власть // Славянский альманах. 2016. — № 3-4. — С. 210—227
- Сергей Моравский о русских студентах в праге // Культурное и научное наследие русской эмиграции в Чехословацкой республике. документы и материалы. Москва — Санкт-Петербург, 2016. — С. 274—277
- Леонид Сергеевич лада-якушевич и русские архитекторы в чехословакии // Культурное и научное наследие русской эмиграции в Чехословацкой республике. документы и материалы. Москва — Санкт-Петербург, 2016. — С. 266—273
- Театральные тумбы болгарии // Русистика без границ. 2017. Т. 1. — № 2. — С. 45-52
- Террор памяти // Историческая экспертиза. 2017. — № 2. — С. 75-88
- Русский Белград // Славянский мир в третьем тысячелетии. 2017. Т. 12. — С. 443—455
- Немного о «неизвестном» евразийстве // Славяноведение. 2017. — № 4. — С. 41-51
- Болгарский мир любена каравелова и Россия // Славяне и Россия: проблемы войны и мира на Балканах. XVIII—XXI вв. К 100-летию со дня рождения академика Ю. А. Писарева. Сер. «VI Никитинские чтения „Славяне и Россия“» Москва, 2017. — С. 65-71
- Политическое развитие болгарии после освобождения // В книге: История Балкан. На переломе эпох (1878—1914 гг.). Москва, 2017. — С. 55-86
- Болгария: от независимости к балканским войнам // В книге: История Балкан. На переломе эпох (1878—1914 гг.). Москва, 2017. — С. 270—284
- Колесо фортуны или немного о русской жизни в Болгарии // Русистика без границ. 2018. Т. 2. — № 1. — С. 75-84
- Младороссы: национализм и его вариации в среде русской эмиграции // Вопросы национализма. 2018. — № 1 (31). — С. 179—188
- Память русских в Баня-Луке (из биографий) // Славяноведение. 2018. — № 4. — С. 62-73.
- Между прошлым и будущим (о русской эмиграции в Софии) // Studia historiae Bulgariae et Europae Orientalis. К юбилею Т. В. Волокитиной. Москва, 2018. — С. 45-59
- Некоторые сведения о церковном строительстве в Болгарии и судьбах русского зарубежного духовенства (1940—1950-е гг.) // Русистика без границ. 2019. Т. 3. — № 2. — С. 7
- СССР в донесениях хорватских дипломатов из Софии в годы войны (1941—1944) // Славяноведение. 2019. — № 3. — С. 76-84
- Миры хорватского режиссера Оливера Фрлича, театрального провокатора и правдоискателя // Славяноведение. 2019. — № 1. — С. 47-55
- Пути-дороги русских в Болгарии // Bulgarica, Slavica et Rossica. Научный сборник в честь заслуженного профессора Московского университета Людмилы Васильевны Гориной = Collected Studies in Honour of Moscow University Professor Emeritus Lyudmila Vasilyevna Gorina. Сер. «Историки-слависты МГУ. Книга 12. Труды исторического факультета МГУ. Исторические исследования, 79» Санкт-Петербург, 2019. — С. 189—201
- «Летит, как пух от уст Эола» (русские звёзды балета на сценах Сербии, Хорватии, Словении в 20 веке) // Искусство Сербии, Хорватии и Словении в XX веке. Сборник статей. Сер. «Искусство стран Центральной и Восточной Европы» Ответственный редактор и составитель Н. В. Злыднева. Москва, 2019. — С. 485—517
- Встречи в прошлом // Столетие двух эмиграций. 1919—2019. Сборник статей. Ответственный редактор А. Ю. Тимофеев. Москва, 2019. — С. 391—402
- Размышления на тему альтернативных вариантов развития болгарской истории // Болгария и Россия (XVIII—XXI вв.): Стереотипы: возникновение, бытование, разрушение. Сборник статей. Москва, 2019. — С. 201—211.
- К портрету экзарха Стефана I, митрополита Софийского // Русистика без границ. 2020. Т. 4. — № 3. — С. 67-76.
- Читая Достоевского и его размышления о славянах (Болгария) // Болгария — Россия. 140 лет дипломатических отношений: история, состояние, перспективы. Материалы юбилейной болгаро-российской конференции. 2020. — С. 225—230.
- Достоевский: восточный вопрос // Славяноведение. 2021. — № 1. — С. 85-93.0

- Баньская епархия // Православная энциклопедия. — М., 2002. — Т. IV : Афанасий — Бессмертие. — С. 307. — 39 000 экз. — ISBN 5-89572-009-9.
- Баня-Лукская епархия // Православная энциклопедия. — М., 2002. — Т. IV : Афанасий — Бессмертие. — С. 307-308. — 39 000 экз. — ISBN 5-89572-009-9. (соавтор: А. В. Шестаков)
- Бачская епархия // Православная энциклопедия. — М., 2002. — Т. IV : Афанасий — Бессмертие. — С. 401. — 39 000 экз. — ISBN 5-89572-009-9.
- Белградская (Сербская) митрополия // Православная энциклопедия. — М., 2002. — Т. IV : Афанасий — Бессмертие. — С. 515-516. — 39 000 экз. — ISBN 5-89572-009-9.
- Белградская патриаршая библиотека // Православная энциклопедия. — М., 2002. — Т. IV : Афанасий — Бессмертие. — С. 516-517. — 39 000 экз. — ISBN 5-89572-009-9.
- Белградско-Карловацкая митрополия // Православная энциклопедия. — М., 2002. — Т. IV : Афанасий — Бессмертие. — С. 519-520. — 39 000 экз. — ISBN 5-89572-009-9.
- Бистрица Призренская // Православная энциклопедия. — М., 2002. — Т. V : Бессонов — Бонвеч. — С. 226-227. — 39 000 экз. — ISBN 5-89572-010-2. (соавтор: А. В. Шестаков)
- Бихачско-Петровацкая епархия // Православная энциклопедия. — М., 2002. — Т. V : Бессонов — Бонвеч. — С. 230. — 39 000 экз. — ISBN 5-89572-010-2. (соавторы: М. Тимотиевич, Б. Тодич)
- Благовещенский церковный собор // Православная энциклопедия. — М., 2002. — Т. V : Бессонов — Бонвеч. — С. 293-294. — 39 000 экз. — ISBN 5-89572-010-2.
- Боджяни монастырь // Православная энциклопедия. — М., 2002. — Т. V : Бессонов — Бонвеч. — С. 559-560. — 39 000 экз. — ISBN 5-89572-010-2.
- Болгарская православная церковь // Православная энциклопедия. — М., 2002. — Т. V : Бессонов — Бонвеч. — С. 615-643. — 39 000 экз. — ISBN 5-89572-010-2. (соавторы: Хр. Темелски, А. А. Турилов)
- Варнава (Росич) // Православная энциклопедия. — М., 2003. — Т. VI : Бондаренко — Варфоломей Эдесский[англ.]. — С. 648-649. — 39 000 экз. — ISBN 5-89572-010-2. (соавтор: А. В. Шестаков)
- Василий (Петрович Негош) // Православная энциклопедия. — М., 2004. — Т. VII : Варшавская епархия — Веротерпимость. — С. 91-92. — 39 000 экз. — ISBN 5-89572-010-2.
- Венедикт (Кралевич) // Православная энциклопедия. — М., 2004. — Т. VII : Варшавская епархия — Веротерпимость. — С. 579-580. — 39 000 экз. — ISBN 5-89572-010-2.
- Вениамин (Таушанович) // Православная энциклопедия. — М., 2004. — Т. VII : Варшавская епархия — Веротерпимость. — С. 649. — 39 000 экз. — ISBN 5-89572-010-2.
- Викентий (Вуич) // Православная энциклопедия. — М., 2004. — Т. VIII : Вероучение — Владимиро-Волынская епархия. — С. 413-414. — 39 000 экз. — ISBN 5-89572-014-5.
- Викентий (Йованович Видак) // Православная энциклопедия. — М., 2004. — Т. VIII : Вероучение — Владимиро-Волынская епархия. — С. 414. — 39 000 экз. — ISBN 5-89572-014-5.
- Викентий (Попович) // Православная энциклопедия. — М., 2004. — Т. VIII : Вероучение — Владимиро-Волынская епархия. — С. 415-416. — 39 000 экз. — ISBN 5-89572-014-5.
- Виссарион (Костич) // Православная энциклопедия. — М., 2004. — Т. VIII : Вероучение — Владимиро-Волынская епархия. — С. 547. — 39 000 экз. — ISBN 5-89572-014-5.
- Виссарион (Павлович) // Православная энциклопедия. — М., 2004. — Т. VIII : Вероучение — Владимиро-Волынская епархия. — С. 548-549. — 39 000 экз. — ISBN 5-89572-014-5.
- Виссарион I // Православная энциклопедия. — М., 2004. — Т. VIII : Вероучение — Владимиро-Волынская епархия. — С. 551. — 39 000 экз. — ISBN 5-89572-014-5.
- Виталий (Максименко) // Православная энциклопедия. — М., 2004. — Т. VIII : Вероучение — Владимиро-Волынская епархия. — С. 561-563. — 39 000 экз. — ISBN 5-89572-014-5.
- Виталий (Устинов) // Православная энциклопедия. — М., 2004. — Т. VIII : Вероучение — Владимиро-Волынская епархия. — С. 563-564. — 39 000 экз. — ISBN 5-89572-014-5.
- Владимир (Боберич) // Православная энциклопедия. — М., 2004. — Т. VIII : Вероучение — Владимиро-Волынская епархия. — С. 650. — 39 000 экз. — ISBN 5-89572-014-5.
- Владимир (Буковский) // Православная энциклопедия. — М., 2004. — Т. VIII : Вероучение — Владимиро-Волынская епархия. — С. 650. — 39 000 экз. — ISBN 5-89572-014-5.
- Владимир (Тихоницкий) // Православная энциклопедия. — М., 2004. — Т. VIII : Вероучение — Владимиро-Волынская епархия. — С. 665-667. — 39 000 экз. — ISBN 5-89572-014-5.
- Гавриил (Чепур[а)] // Православная энциклопедия. — М., 2005. — Т. X : Второзаконие — Георгий. — С. 230-231. — 39 000 экз. — ISBN 5-89572-016-1.
- Дужи // Православная энциклопедия. — М., 2007. — Т. XVI : Дор — Евангелическая церковь союза. — С. 324-325. — 39 000 экз. — ISBN 978-5-89572-028-8.
- Евлогий (Георгиевский) // Православная энциклопедия. — М., 2008. — Т. XVII : Евангелическая церковь чешских братьев — Египет. — С. 161-168. — 39 000 экз. — ISBN 978-5-89572-030-1.
- Игантий // Православная энциклопедия. — М., 2009. — Т. XXI : Иверская икона Божией матери — Икиматарий. — С. 117. — 39 000 экз. — ISBN 978-5-89572-038-7.
- Игнатий ΙΙ // Православная энциклопедия. — М., 2009. — Т. XXI : Иверская икона Божией матери — Икиматарий. — С. 137. — 39 000 экз. — ISBN 978-5-89572-038-7.
- Иннокентий (Павлович) // Православная энциклопедия. — М., 2010. — Т. XXIII : Иннокентий — Иоанн Влах. — С. 18. — 39 000 экз. — ISBN 978-5-89572-042-4.
- Иннокентий (Сокаль) // Православная энциклопедия. — М., 2010. — Т. XXIII : Иннокентий — Иоанн Влах. — С. 23-24. — 39 000 экз. — ISBN 978-5-89572-042-4.
- Иоанникий (Памучина) // Православная энциклопедия. — М., 2011. — Т. XXV : Иоанна деяния — Иосиф Шумлянский. — С. 114. — 39 000 экз. — ISBN 978-5-89572-046-2.
- Иосиф (Раячич) // Православная энциклопедия. — М., 2011. — Т. XXV : Иоанна деяния — Иосиф Шумлянский. — С. 601-602. — 39 000 экз. — ISBN 978-5-89572-046-2.
- Ириней (Джорджевич) // Православная энциклопедия. — М., 2011. — Т. XXVI : Иосиф I Галисиот — Исаак Сирин. — С. 458. — 39 000 экз. — ISBN 978-5-89572-048-6.
- Ириней (Чирич) // Православная энциклопедия. — М., 2011. — Т. XXVI : Иосиф I Галисиот — Исаак Сирин. — С. 477-478. — 39 000 экз. — ISBN 978-5-89572-048-6.

- Историография южных и западных славян. М., 1987. // Советское славяноведение, 1988. — № 10.
- Н. С. Киняпина Балканы и Проливы во внешней политике России в конце XIX века (1878—1898). М., 1994 // Отечественная история. 1996. — № 1. — С. 159—162.
- Русская школа за рубежом. Исторический опыт 20-х гг. Сборник 20-х гг. Сборник документов. М., 1995 // Педагогика. 1996.
- Срби у Рускоj империjи. Сербы в Российской империи. Београд. 1995; Руси без Русиjе. Српски Руси. Русские без России. Сербские русские. Београд. 1994 // Славяноведение, 1997. — № 1
- Л. П. Лаптева Славяноведение в Московском университете в XIX начале XX века. М., 1997 // Славяноведение, 1998. — № 5
- В. Д. Козлитин Русская и украинская эмиграция в Югославии (1919—1945). Харьков, 1996 // Славяноведение, 1998. — № 4
- Мирослав Jованович Досељаванье русских избеглица у Краљевину СХС 1919—1924. Београд, 1996 // Славяноведение, 1998. — № 4
- Духовная антропология. Корольков А. А. Русская духовная философия. СПб, 1998 // Педагогика, 2000. — № 2
- И. Г. Воробьева Профессор-славист Нил Александрович Попов. Тверь, 1999 // Славяноведение, 2001. — № 2
- Свобода и «живая вода» русской души. Рецензия на кн. Е. П. Белозерцева «Образ и смысл русской школы», Волгоград, 2000 // Педагогика, 2001. — № 1
- А. Арсеньев У излучины Дуная. Очерк жизни и деятельности русских в Новом Саду. М., 1999 // Славяноведение, 2001
- Окороков А. В. Фашизм и русская эмиграция (1920—1945). М., 2002 // Трибуна свободной русской мысли. 2003. — № 1
- Бялата емиграция в България. Материали от научна конференция София, 23 и 24 септември 1999 г. София, 2001 // Славяноведение. 2003. — № 4
- Кьосева Цв. Руската емиграция в България. София, 2002 // Славяноведение. 2006. — № 4.
- Хевролина В. М. Российский дипломат граф Николай Павлович Игнатьев // Славяноведение. 2006 — № 4.
- Попов А. В. Российское православное зарубежье: история и источники. С приложением систематической библиографии. М., 2005 // Вестник Православного Свято-Тихоновского гуманитарного университета, № II: 4 (21), (История), 2006.
- Йованович М. Русская эмиграция на Балканах 1920—1940. М., 2006 // Славяноведение. 2007. — № 4,
- Йованович М. Русская эмиграция на Балканах 1920—1940. М., 2006 // Берега. 2007. — № 7.
- Семинар в Смоляне (Болгария) Обзор // Вестник Православного Свято-Тихоновского гуманитарного университета. 2007. — № 1/22
- Серапионова Е. П. Карел Крамарж и Россия 1890—1937 годы. М., 2006 // Славяноведение. 2007. — № 5.
- Серапионова Е. П. Карел Крамарж и Россия 1890—1937 годы. М., 2006 // Вестник Православного Свято-Тихоновского гуманитарного университета. 2007. — № 4 (25). — С. 185—189
- Макарьевские чтения. К пятилетию проведения и издания «материалов» // Вестник Православного Свято-Тихоновского гуманитарного университета. 2007. — № 4 (25). — С. 190—195
- Аблова Н. Е. КВЖД и российская эмиграция в Китае Международные и политические аспекты истории (первая половина XX века). М., 2005 // Вестник Православного Свято-Тихоновского гуманитарного университета, № 3, (История), 2007.
- В. Янчев Армия, общественен ред и вътрешна сигурност. Българският опит 1878—1912. В. Търново, 2006 // Славяноведение, 2008. — № 1.
- Церковное зарубежье в биографических справках (Нивьер А. Православные священнослужители, богословы и церковные деятели русской эмиграции в Западной и Центральной Европе. 1920—1995: Биографический справочник. М., Париж, 2007 // Вестник Православного Свято-Тихоновского гуманитарного университета. 2008. — № 1 (22)
- Русские в католической Хорватии (Puskadija-Ribkin T. Emigranti iz Rusije u znanstvenom I kulturnom životu Zagreba) // Вестник Православного Свято-Тихоновского гуманитарного университета. 2008. — № 1 (22).
- Т. В. Пушкадия-Рыбкин «Русские эмигранты в научной и культурной жизни Загреба» // Славяноведение. — 2009. — № 4
- С. Н. Букасова-Богословова. Руската следа във Варна. — Варна, 2009. 126 с. С. Н. Букасова-Богословова. русский след в варне // Славяноведение. 2012. — № 1. — С. 99.
- И. Стоянов. ТЦБК. Идеи и проекти. Велико Тырново, 2010. 227 с. И. Стоянов. ТЦБК. Идеи и Проекты // Славяноведение. 2012. — № 1. — С. 100—102
- Последните български владици в Македония. Съставител Лизбет Любенова. софия, 2012. 430 с. последние болгарские владыки в македонии // Славяноведение. 2013. — № 5. — С. 114—116
- Д. В. Скрынченко. Обрывки из моего дневника // Славяноведение. 2013. — № 4. — С. 103—104
- М. Смольянинова. Васил Друмев (митрополит климент). — София, 2012. 438 с. // Славяноведение. 2013. — № 5. — С. 112—113
- Гуськова Е. Ю. Агрессия НАТО против Югославии в 1999 году и процесс мирного урегулирования. — М., 2013. — 310 с // Вестник Российского гуманитарного научного фонда. 2014. — № 4 (77). — С. 188—193
- Хорхордина Т. И., Попов А. В. Архивная эвристика: учебник. — Коломна, 2014 // Вестник Православного Свято-Тихоновского гуманитарного университета. Серия 2: История. История Русской Православной Церкви. 2014. — № 6 (61). — С. 149—151
- П. Мангачев. Генерал Казимир Ернрот — живот и дело в България // Славяноведение. 2014. — № 3. — С. 106
- Рецензия на курс лекций П. Н. Базанова «Книжное дело русской эмиграции» (Санкт-Петербург, 2014) // Вестник Санкт-Петербургского государственного университета культуры и искусств. 2015. — № 4 (25). — С. 188—189
- Любенова Л. по пътя на българската духовност. Т. 1. Изследвания по църковна история. — София, 2014 // Вестник Православного Свято-Тихоновского гуманитарного университета. Серия 2: История. История Русской Православной Церкви. 2015. — № 2 (63). — С. 163—165
- Й. Гешева. Rонсерваторите, партията, личностите и изграждане на Българската държава 1879—1886 гг // Славяноведение. 2015. — № 1. — С. 105—108
- Периодика на руската емиграция в България (1920—1943). Енциклопедичен справочник // Славяноведение. 2015. — № 4. — С. 103—1040
- Д. Танић. Руско царство и Српска Православна Црква (1557—1766). — Ниш, 2013. 341 с. Д. Танич. Русское царство и Сербская Православная Церковь (1557—1766) // Славяноведение. 2015. — № 6. — С. 100—102
- И. Тодев. Човекът е историческо животно. Рефлексии и саморефлексии // Славяноведение. 2016. — № 3. — С. 95-97
- Руската колония во Скоще (1920—1943 год). Зборник на документа 101 // Славяноведение. 2016. — № 4. — С. 101—102
- П. Мангачев. документална история на руските бежанци в България (1919—1944). в 2-х т // Славяноведение. 2016. — № 4. — С. 99-100
- М. В. Тортика (Лобанова). Между молотом европейской модернизации и наковальней евразийских империй: миражи центризма в социал-демократической практике Болгарии и России (конец XIX — начало XX ст.). — Харьков, 2015, 793 с // Славяноведение. 2016. — № 5. — С. 105—106.
- Галина Петкова «Да се даде ръководеща нишка»: история на руската литература от проф. П. Бицили в три книги (България, 1931—1934 г.). — София, 2017, — 655 с. // Русистика без границ. 2017. Т. 1. — № 4. — С. 125—128
- Р. Михнева, К. Грозев, Г. Рупчева. «Малката Русия» на жълтите павета. — София, 2016. 246 с. Р. Михнева, К. Грозев, Г. Рупчева. «Маленькая Россия» на Жёлтой Брусчатке // Славяноведение. 2017. — № 5. — С. 104—105
- В. Бондаренко. русский некрополь на шипке. М., 2016. 688 с.: илл // Славяноведение. 2017. — № 5. — С. 102—104
- Rapoarte diplomatice ruse din România (1888—1898) / edit. F. Solomon, A-B. Ceobanu, A. Cuşco, G. şkundin. — Iaşi, 2014. 459 s // Славяноведение. 2017. — № 1. — С. 107—108
- М. А. Бирман. П. М. Бицилли (1879—1953). Жизнь и творчество // Славяноведение. 2019. — № 2. — С. 111—114
- Гимназия в лицах. Первая русско-сербская гимназия в Белграде (1920—1944). в 2-х кн. Белград, 2018. кн. 1. 638 с. кн. 2. 690 с. // Славяноведение. 2019. — № 4. — С. 126—127
- П. Н. Базанов. «Петропольский Тацит» в изгнании. Жизнь и творчество русского историка Николая Ульянова. СПб., 2018. 510 с // Славяноведение. 2019. — № 4. — С. 128—130
- Златкова Ю. Константин Леонтиев и Балканите. — София: Авангард Прима, 2020, — 298 с. isbn 9786192394608 // Русистика без границ. 2020. Т. 4. — № 4. — С. 83-89.
  - Ю. Златкова. Константин Леонтьев и Балканы // Славяноведение. 2021. — № 1. — С. 121—124.